# 岡薩雷斯 (佛羅里達州)
岡薩雷茲（英語：  Gonzalez）是位於美國佛羅里達州艾斯康比亞郡的一個人口普查指定地區。

## 地理
岡薩雷茲的座標為30°34′28″N 87°17′24″W / 30.57444°N 87.29000°W，而該地最高點為海拔高度46公尺（即151英尺）。

## 人口
根據2010年美國人口普查的數據，岡薩雷茲的面積為39.70平方千米，當中陸地面積為39.20平方千米，而水域面積為0.50平方千米。當地共有人口14273人，而人口密度為每平方千米359人。